# Europestar
Europestar (кит. 欧洲明星, пиньинь: ōuzhōu míngxīng) — китайский суббренд британской компании Lotus Group plc.

## История
Бренд Europestar был основан в 2008 году. До октября 2019 года компания сотрудничала с Jinhua Youngman Vehicle Co., Ltd. Также бренд назывался Qingnian Kuaile (Циннянь Куайле).
Автомобили выпускаются в Цзиньхуа. Название Europestar используется только для экспортных моделей. В Китае отечественные модели выпускаются под брендом Lotus Cars.
В 2010 году на Пекинском автосалоне были представлены модели RCR (Proton GEN•2) и Jingyue (Proton Persona), которые назывались Lotus L3. В то же время состоялась премьера модели L5.

## Галерея

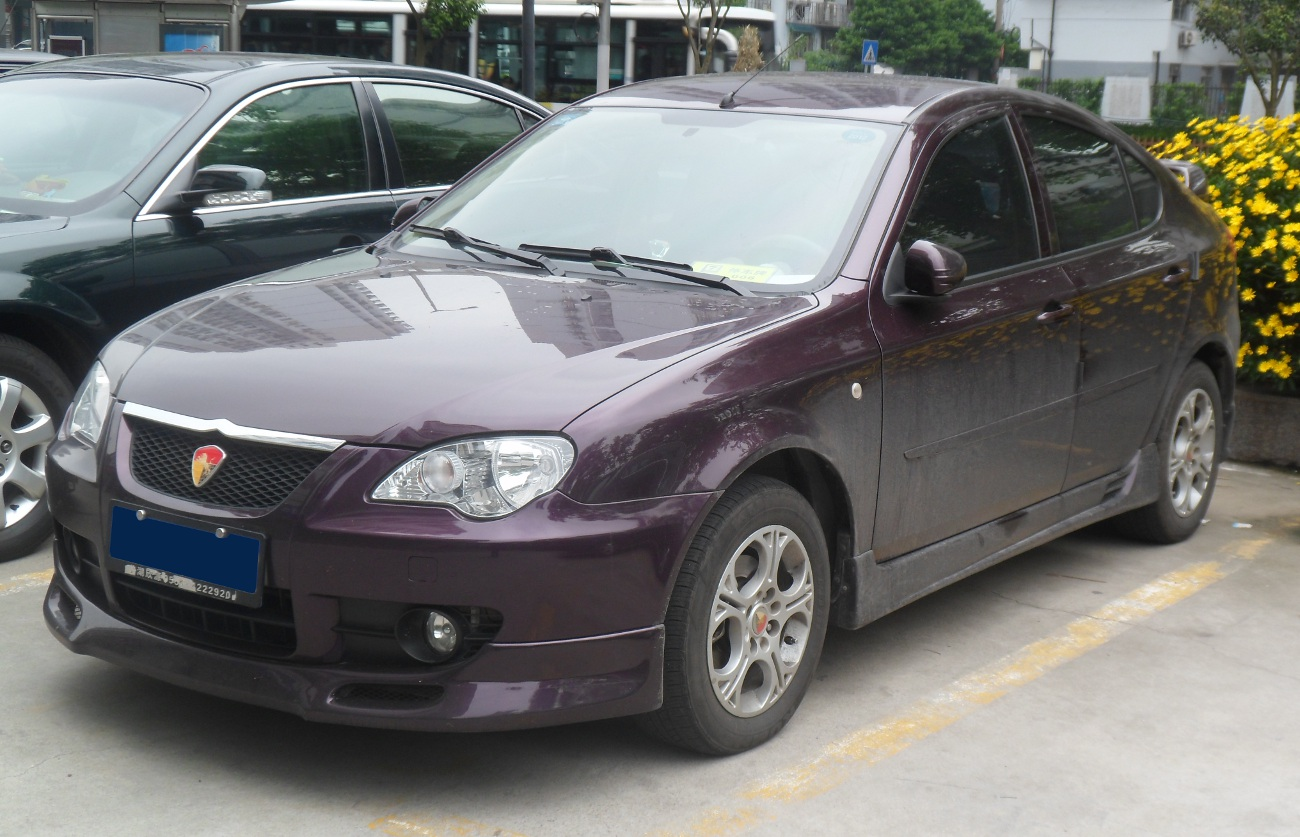
Lotus L3 Hatchback (JingSu, RCR)
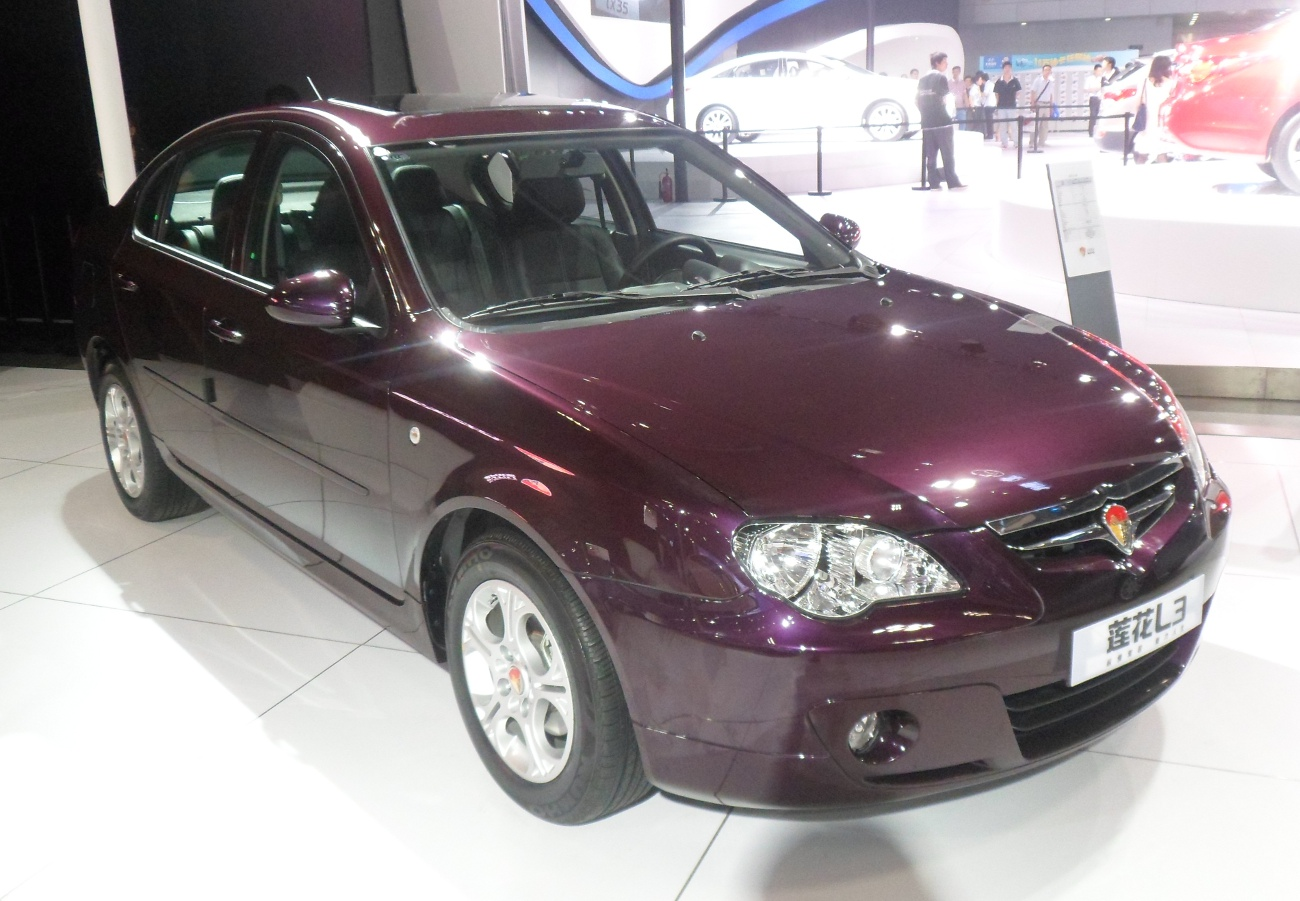
Lotus L3 Sedan (JingYue)
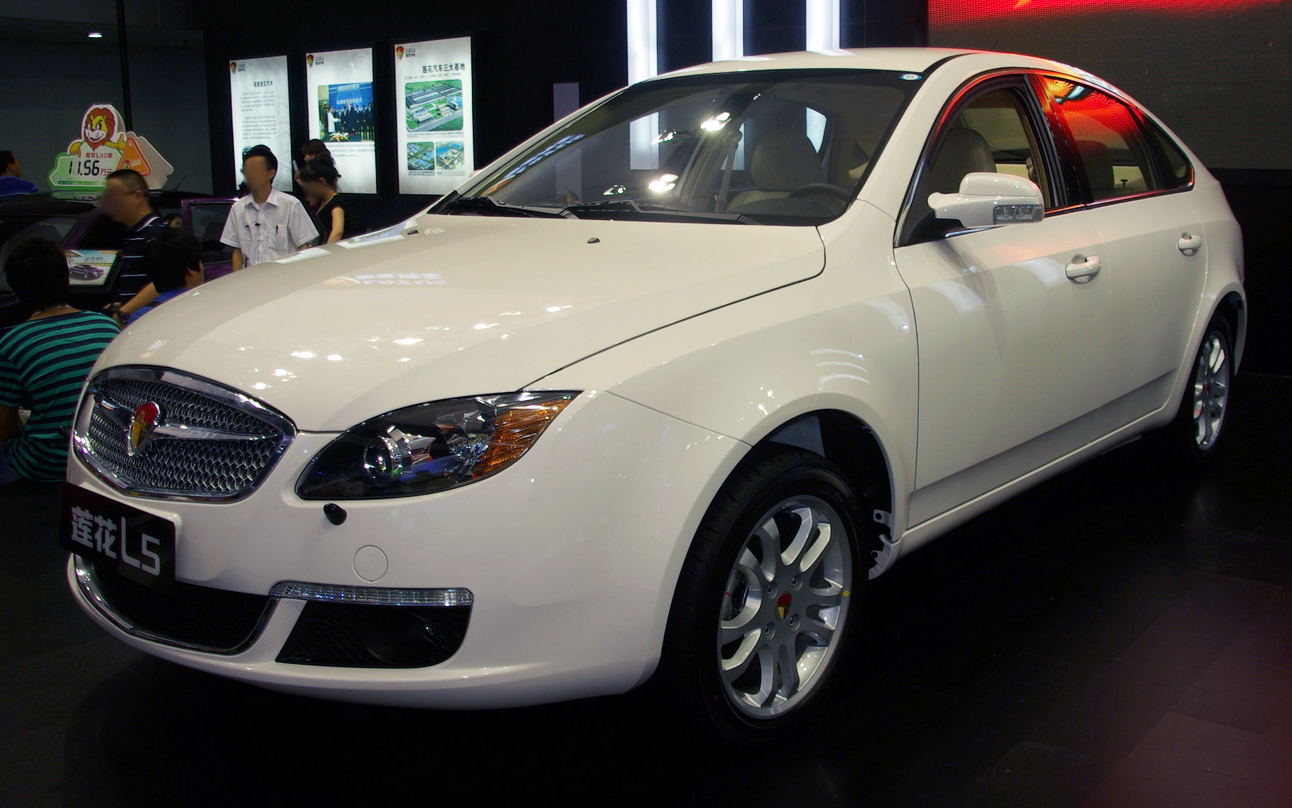
Lotus L5